# Drottoveo di Parigi
Drottoveo (... – 580), primo abate dell'odierna  Abbazia di Saint-Germain-des-Prés ed è considerato santo dalla Chiesa cattolica.

## Biografia
Droctoveo originario di Auxerre, fu allievo spirituale di San Germano di Parigi, nell'Abbazia di San Sinforiano, in Francia. Il suo maestro lo pose a capo di un cenobio di monaci dell'Abbazia di San Vincenzo a Parigi, voluta da re Childeberto I per custodire le reliquie di San Vincenzo che egli aveva ricevuto in Spagna durante l'assedio di Saragozza.

## Culto
La Chiesa Cattolica Romana celebra San Drottoveo di Parigi il 10 marzo. 